# 고읍도서관
고읍도서관은 경기도 양주시 소재의 시립 도서관이다.

## 연혁
- 2011.09.30 고읍도서관 개관
- 2012.03.20 무선 LAN 공사(Wi-Fi)
- 2012.03.27 원문검색 서비스(국가전자도서관, 국회도서관)

## 시설현황
- 2층: 종합자료실, 정기간행물실, 디지털자료실, 문화강좌실2, 학습실, 복사실, 야외휴게실
- 1층: 유아/아동자료실, 문화자료실1, 북카페, 자동반납기, 사무실, 자료수장고

## 이용 안내
이용 시간
- 종합자료실(2층): 평일 09:00-22:00 / 주말 09:00-18:00
- 유아/아동자료실(1층): 매일 09:00-18:00
- 일반열람실: 매일 09:00-23:00

휴관일
- 매주 금요일(열람실 개방)
- 법정공휴일(전체휴관)